# Arriva la bomba
Arriva la bomba è un singolo dei Ridillo.
È la cover del brano di Johnny Dorelli Arriva la bomba, scritto da Castellano - Pipolo - Nohara - Pisano - Dorelli, originariamente nella colonna sonora del film del 1967 Arrriva Dorellik.
La versione dei Ridillo viene usata in un'altra colonna sonora, quella del film Si muore solo da vivi, in cui la band inoltre compare in una scena girata sulla Motonave Stradivari in navigazione sul Po.
A dicembre, in occasione dell'uscita in DVD di Si muore solo da vivi, viene realizzato in tiratura limitata un vinile 12" promozionale giallo con le due canzoni principali del film: Arriva la bomba e Si muore solo da vivi (brano di Diego Mancino & Stefano Brandoni.

## Tracce

### download digitale
1. Arriva la bomba - 2:14